# Santa María la Asunción
Santa María la Asunción là một đô thị thuộc bang Oaxaca, México. Năm 2005, dân số của đô thị này là 3223 người.